# Viceroy
Viceroy je značka cigaret vyráběných firmou British American Tobacco. K roku 2010 jsou prodávány ve 40 zemích světa.
Vyráběna je již od roku 1936, kdy byly ve Spojených státech prodávány jako cigarety s filtrem.

## Varianty Viceroy cigaret
1. Viceroy White (nejslabší, chuť lehká)
2. Viceroy Grey (slabé, chuť lehká)
3. Viceroy Blue (slabé, chuť těžká)
4. Viceroy Green (mentolové)
5. Viceroy Red (silné)
6. Viceroy Red 100’s (silné, delší)
7. Viceroy Red 40’s (silné, 40ks v krabičce)
8. Viceroy Switch (s kapslí ve filtru, po stisknutí svěží chuť)

Všechny varianty cigaret se také nabízejí ve variantě S-LINE neboli tenké. Viceroy S-LINE byly dříve prodávány pod značkou Rocket.